# Syngnathus schmidti
Syngnathus schmidti är en fiskart som beskrevs av Popov 1927. Syngnathus schmidti ingår i släktet Syngnathus och familjen kantnålsfiskar. Inga underarter finns listade i Catalogue of Life.
Denna fisk förekommer i Svarta havet (inklusive Azovska sjön) och i Marmarasjön. Den vistas i områden som är upp till 100 meter djupa. Syngnathus schmidti besöker ibland angränsande vattendrag med bräckt vatten eller sötvatten. Födan utgörs främst av hoppkräftor. Enligt uppskattningar är fisken huvudbyte för en underart (Delphinus delphis ponticus) av sadeldelfinen som lever i Svarta havet. Efter äggläggningen förvaras äggen av hanen i en påse som ligger under svansen.
Hot mot beståndet och populationens storlek är okända. IUCN listar arten med kunskapsbrist (DD).